# Rinascita Nazionale Polacca
Rinascita Nazionale Polacca (in polacco Narodowe Odrodzenie Polski, NOP) è un partito politico polacco nazionalista e nazionalrivoluzionario.
Il partito non ha seggi nel parlamento polacco. È stato un membro del Fronte Nazionale Europeo.

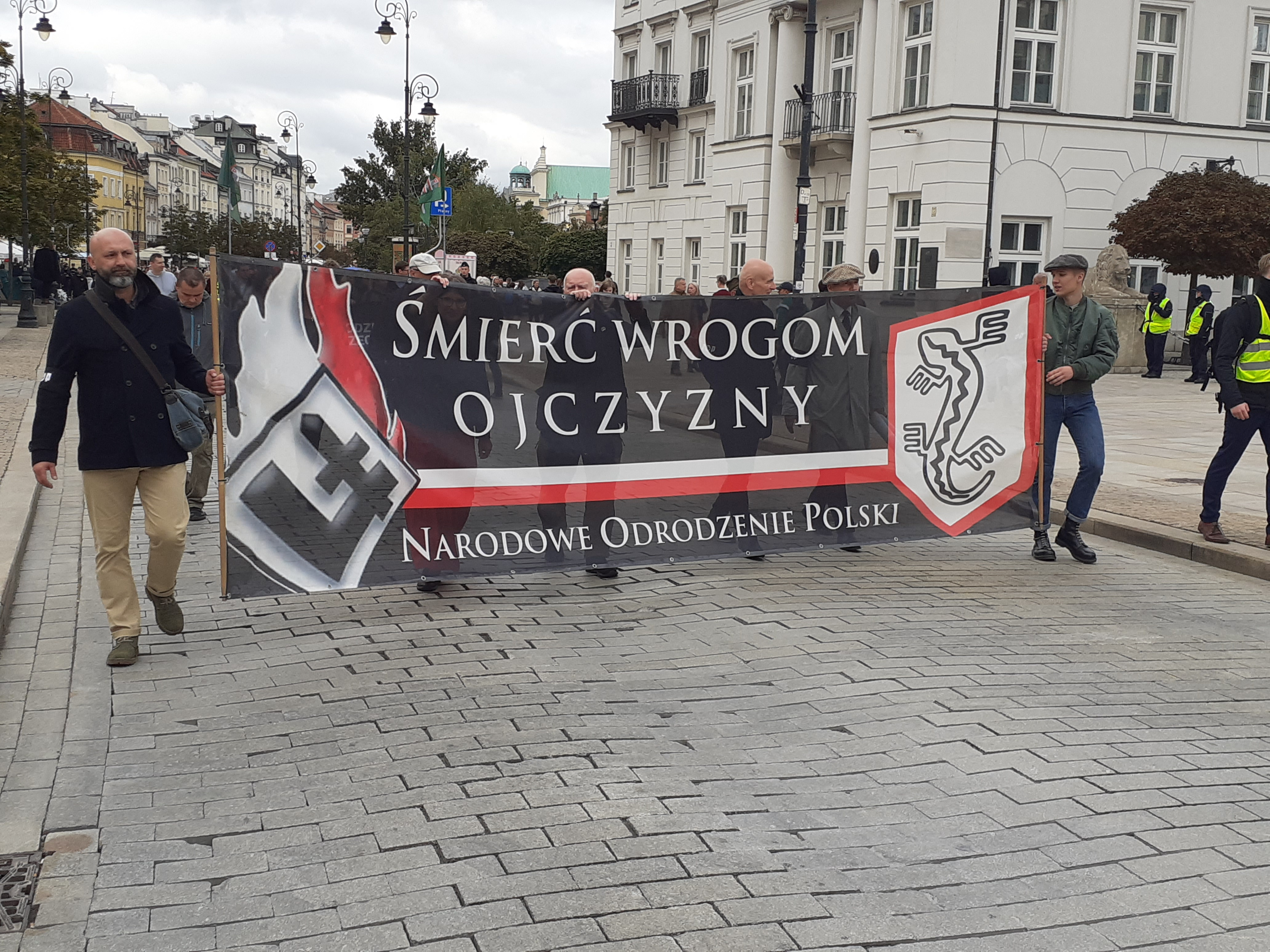
Manifestazione di Rinascita Nazionale Polacca in occasione dell'80esimo anniversario della fondazione dell'Armata Nazionale, 18 settembre 2022